# Populus euphratica
Populus euphratica, el chopo de Elche o el álamo del Éufrates, es una especie de árboles de la familia Salicaceae.

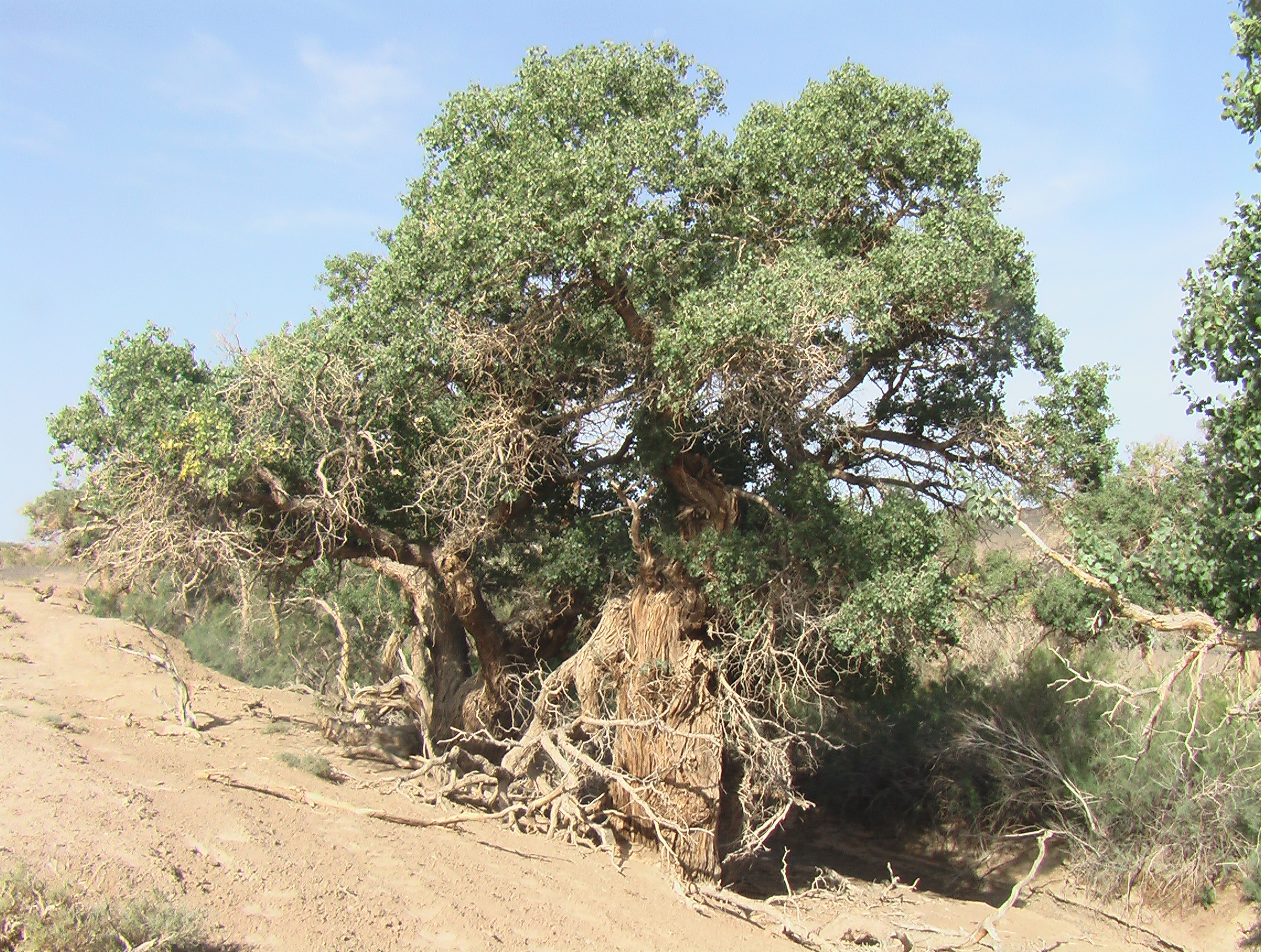
En el Desierto de Gobi

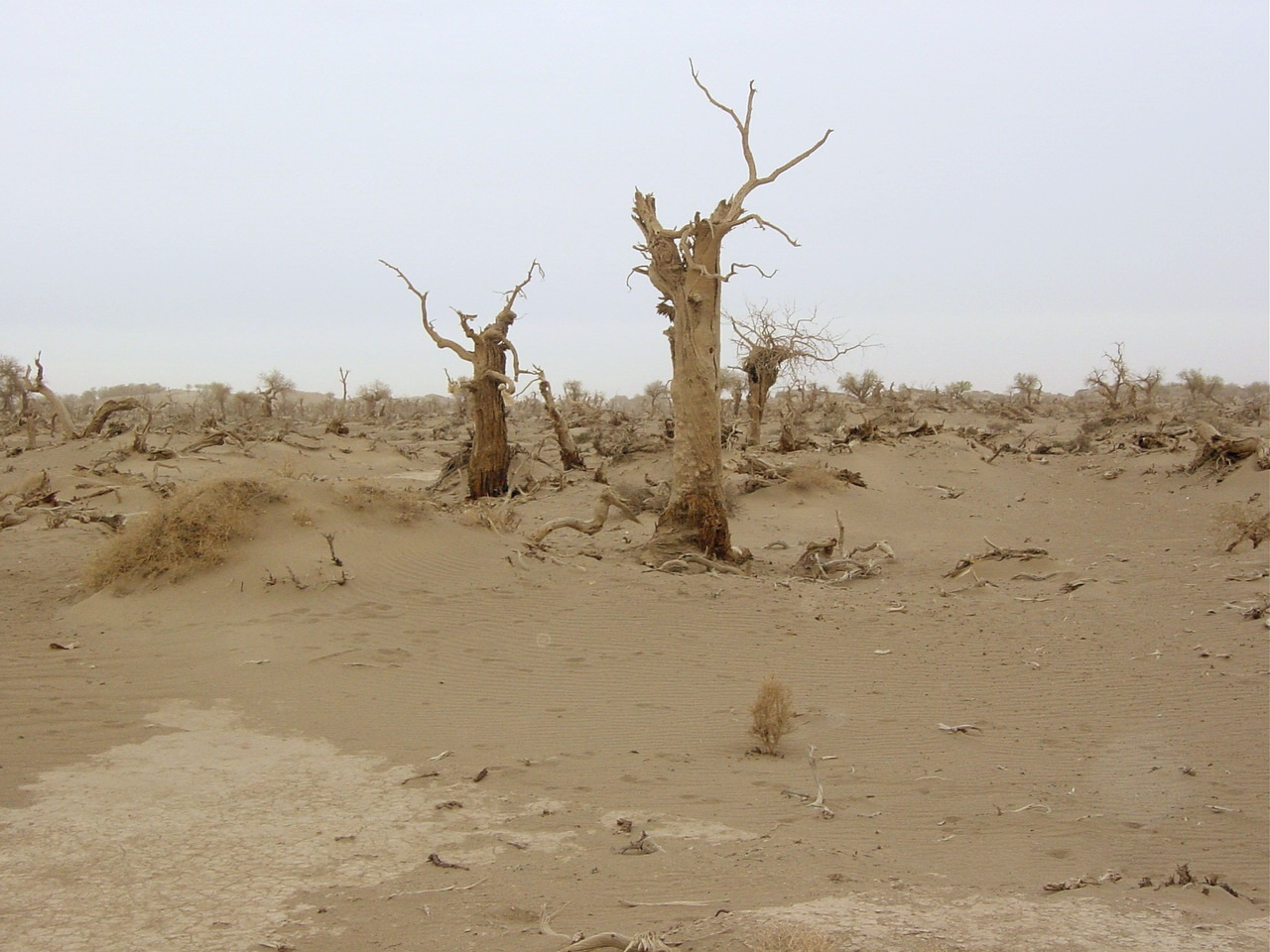
En su hábitat

## Descripción
Es un árbol caducifolio, con rápido crecimiento. Flores dioicas (flores individuales tanto masculinas como femeninas, pero solo un sexo en una planta, por lo que ambas plantas masculinas y femeninas deben crecer cerca si se requiere semilla fértil. Polinización anemófila. La planta no se autofecunda.
Es un bello árbol ornamental.

## Origen y hábitat
Este árbol tiene una distribución muy amplia en Asia y el norte de África. En España aparece, sin que se conozca su origen, como plantación artificial en las cercanías del embalse del río Vinalopó en Elche. Recientemente (2015), se ha citado una nueva población de esta especie en la Región de Murcia, en concreto en Abanilla.
Populus euphratica es tolerante al estrés salino y crece en áreas áridas y semiáridas en hábitats con el agua subterránea cerca de la superficie. Prospera especialmente en suelos ricos, con frecuencia inundados en alguna parte del año, y hasta los 4.000 m s. n. m.

## Usos medicinales
- Anodina; antiinflamatoria; febrífuga; vermífuga (en especial la corteza).

Como en todas las especies de Populus, especialmente en la corteza, contiene salicina, el glucósido que probablemente se descompone en ácido salicílico (aspirina) en el organismo.
Bueno para reducir dolores (efecto anodina), tratar reuma y fiebres, y mejora del dolor menstrual.

## Taxonomía
Populus euphratica fue descrita por Guillaume Antoine Olivier y publicado en Voy. Emp. Othoman 3: 449, f. 45–46, en el año 1807.
Sinonimia
- Balsamiflua diversifolia KIMURA
- Balsamiflua euphratica (Olivier) Kimura
- Balsamiflua litwinowiana KIMURA
- Populus ariana Dode
- Populus diversifolia Schrenk
- Populus litwinowiana Dode
- Populus transcaucasica Jarm. ex Grossh.
- Turanga ariana Kimura
- Turanga diversifolia Kimura
- Turanga euphratica (Olivier) Kimura
- Turanga litwinowiana (Dode) Kimura[6]